# Scania 12-liter
Scania 12-liter är en motor tillverkad av Scania med sex cylindrar och motoreffekt på mellan 360 och 470 hästkrafter.